# (2964) Jaschek
(2964) Jaschek est un astéroïde de la ceinture principale.

## Description
(2964) Jaschek est un astéroïde de la ceinture principale. Il fut découvert le 16 juillet 1974 à El Leoncito par l'Observatoire Félix Aguilar. Il présente une orbite caractérisée par un demi-grand axe de 2,59 UA, une excentricité de 0,20 et une inclinaison de 13,6° par rapport à l'écliptique.

## Compléments